# 马六孩
马六孩（1916年—1998年12月15日），山西大同人，中华人民共和国政治人物。
大同矿务局掘进队队长。1950年，当选全国劳模。1951年，他率领快速掘进组创造全国掘进最高纪录。1954年，当选第一届全国人民代表大会代表。他带领小组先后创造了“马六孩循环作业”、“马六孩多孔道循环掘进工作法”等先进操作技术。1998年去世。

## 图像

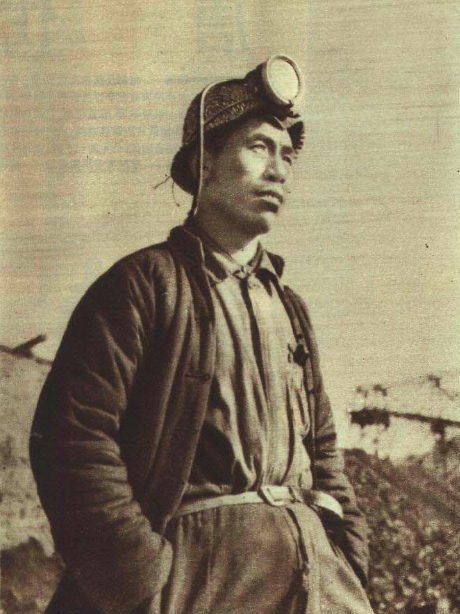
1952年马六孩
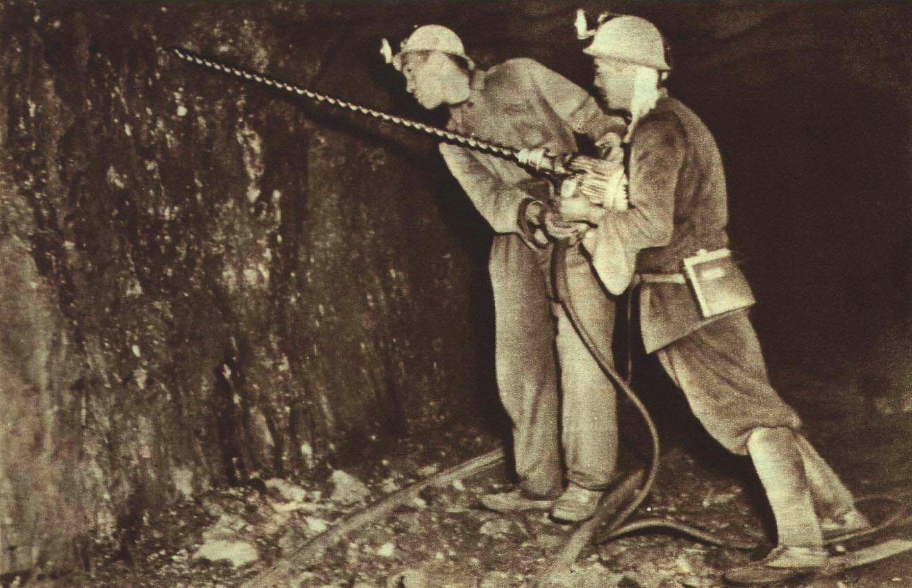
1952年马六孩